# Єкатеринбург-Арена
Єкатеринбург-Арена(до 2018 року — стадіон «Центральний») — найбільша в Єкатеринбурзі спортивна споруда, до 2015 року — багатофункціональний, після проведення останньої реконструкції — виключно футбольний стадіон.
Стадіон побудований в 1953—1957 роках, з 2006 по 2011 рік перебував на реконструкції.. З 7 жовтня 2015 по 29 грудня 2017 проведена нова реконструкція, стадіон приведений до відповідності вимогам FIFA для чемпіонатів світу.
На стадіоні пройшли чотири матчі групового етапу чемпіонату світу з футболу 2018 року. На час проведення чемпіонату місткість стадіону складала 35 000 місць, включаючи місця на збірно-розбірних трибунах. Після чемпіонату їх планували демонтувати, проте вони залишаються і до Універсіади-2023. Стадіон має статус об'єкта культурної спадщини і включений до списку пам'ятників культури регіонального значення.

## Розташування
Стадіон розташовано у Верхньо-Ісетському районі Єкатеринбурга, на захід від центру міста, між вулицями Рєпіна, Пирогова та Татищева, за адресою: вулиця Рєпіна, 5. Головний вхід — з вулиці Рєпіна..

## Технічні характеристики
В 2015—2017 роках, відповідно до реконструкції спорткомплексу, в історичні стіни вбудовано новий об'єм арени, спроектований відповідно до вимог FIFA. Фасади мають нейтральну архітектуру, яка є тлом для сприйняття історичних стін стадіону. Навіс передбачено над усіма глядацькими місцями (за винятком тимчасових трибун) і є легкою металевою конструкцією, висотою — 45,5 метрів від рівнем землі. Передбачена відкрита ігрова зона. Увечері архітектурна підсвітка будівлі додатково посилює виразний зовнішній вигляд спорткомплексу. Архітектурно-планувальні рішення забезпечують доступність приміщень для маломобільних груп населення.
- площа відкритого ігрового поля — 10,6 тис. м²;
- територія стадіону — 31 тис. м²;
- загальна висота стадіону: 45,5 м;
- Поверховість — 1-7 поверхів (в тому числі технічний поверх);
- Розміщення 100 % глядацьких місць (за винятком тимчасових трибун) під «навісом», 4 трибуни;
- Прес-центр із залом для прес-конференцій;
- Футбольний відсік: командні роздягальні гравців, тренерські, суддівські, офісні приміщення делегатів FIFA, медичні приміщення гравців, приміщення допінг-контролю, зони розминки, конференц-зал та др.4
- Комплекси громадського харчування.

## Транспорт
Станом на березень 2020 року до Арени можна доїхати наступними видами транспорту:
- автобуси
  - муніципальні: 21, 24, 25, 27, 28, 61, 85, 95 [111] — зупинки «Центральний стадіон», «Інститут зв'язку»;
  - комерційні: 48, 64, 012, 019, 043, 045, 052, 070 — зупинки «Центральний стадіон», «Інститут зв'язку», 011 — зупинки «Вулиця Мельникова», «Вічний вогонь»
  - тролейбуси: 3, 7, 15 — зупинки «Центральний стадіон», «Інститут зв'язку»
  - трамваї: 2, 18 — зупинки «Вулиця Мельникова», «Вічний вогонь».
  - метрополітен: найближча станція метро — «площа 1905 року»